# Скалівські Хутори
Скалівські Хутори́ — село в Україні, в Новоархангельській селищній громаді Голованівського району Кіровоградської області. Населення становить 15 кіндратів.Селищний голова - Трепеза Максим Анатолійович

## Історія
Територія села раніше розподілялась на хутори. Це були вільні степи, незаселені. З сусіднього села Скалевої їздили селяни обробляти панські наділи, тут була «панська економія», з тих пір ці «вільні степи» потроху починали заселятися. Звідси і назва території — Вільний степ. Хутори звалися Ердельова (там жив козак Ерделів), Кіндратівна (козак Кіндрат), Змунчилів (пізніше ця територія мала назву Новомиколаївка), Миколаївка, Мамалатів.
Забудовувалися Хутори хаотично, без плану, вздовж річки Торговички і ця особливість — протяжності 7—8 кілометрів уздовж по обидва боки річечки, збереглася до цього часу. Багатьом з тих, хто отримав наділ, але жив у Скалевій, доводилось долати довгий шлях, щоб дістатися до свого поля.
Під час Столипінської земельної реформи селяни отримали землю у власність і почали переселятися на свої Хутори. З того часу офіційно і закріпилась назва — Скалівські Хутори.
Родинні стосунки між жителями Скалівських Хуторів та їх родинами у Скалевій збереглися і зараз, але вже в третьому і четвертому поколінні. Баліцькі, Цистани, Барабоші, Сіденки, Стодухи, Іванці, Кучеренки — це сім'ї тих, хто виїхав із Скалевої на Хутори. Поряд оселялися переселенці з інших великих сіл, в тому числі з Кальниболота. Виникла назва Хуторів — Мамалатів, Змунчилів, Кіндратівна, Ердельова.
Якщо перші хуторяни орієнтувалися на чисто сільськогосподарські заняття, то з часом багатий поміщик Еклінгер побудував у селі спиртовий завод на березі великого ставу, та невеличку цегельню, де вироблялась якісна цегла. Під час революції 1917 року спиртовий завод і цегельня були зруйновані, а в село прибула нова хвиля переселенців, які отримали землю від Радянської влади.

## Населення
Згідно з переписом УРСР 1989 року чисельність наявного населення села становила 834 особи, з яких 368 чоловіків та 466 жінок.
За переписом населення України 2001 року в селі мешкало 698 осіб.

### Мова
Розподіл населення за рідною мовою за даними перепису 2001 року:
| Мова       | Відсоток |
| ---------- | -------- |
| українська | 97,28 %  |
| російська  | 1,43 %   |
| молдовська | 1,14 %   |

## Постаті
В селі народилися:
- Лісіцин Василь Анатолійович (1991—2019) — старший солдат Збройних сил України, учасник російсько-української війни.
- Шаров Ігор Федорович (* 1961) — український політик, державний, громадський діяч, народний депутат України ІІ, ІІІ, IV, VI, VII скликань.